# 258-as busz (Budapest)
A budapesti 258-as jelzésű autóbusz Kelenföld vasútállomás és Budafok között közlekedett. A vonalat a VT-Arriva üzemeltette.

## Története
2014. március 29-étől, a 4-es metró átadása után a 250-es busz csak Kelenföld vasútállomásig közlekedett, Újbuda-központot az új 258-assal és 258A busszal lehetett elérni.
2015. március 16-án útvonala jelentős mértékben megváltozott: Újbuda-központ helyett Kelenföld vasútállomás őrmezői oldaláról indult, ahonnan a 250-essel megegyező útvonalon a Városház térig közlekedett, innen az 58-as busz vonalán visszatért Kelenföld vasútállomásra, az Etele téri oldalra. Őrmező és Újbuda-központ között kieső szakaszán az új 252-es busz pótolta (korábbi 258A).
2016. június 3-án üzemzárással megszűnt, helyette a sűrűbben közlekedő 58-as és 250-es buszokkal lehet utazni.

## Útvonala
| Őrmező → Arany János utcai lakótelep → Etele tér | Etele tér → Arany János utcai lakótelep → Őrmező |
| --- | --- |
| Kelenföld vasútállomás M vá. – Péterhegyi út – Egér út – Péterhegyi út – Horogszegi határsor – Tordai út – Tegzes utca – Remete utca – Arany János utca – Regényes utca – Kiránduló utca – Kertész utca – Gádor utca – Mező utca – Ferenc utca – Pannónia utca – Tóth József utca – Mária Terézia út – Leányka utca – Kővirág sor – Hunyadi Mátyás út – Duránci utca – Gépész utca – Bazsalikom utca – Egér út – Olajbogyó utca – Borszéki utca – Than Károly utca – Gyergyótölgyes utca – Kelenföld vasútállomás M vá. | Kelenföld vasútállomás M vá. – Gyergyótölgyes utca – Than Károly utca – Borszéki utca – Olajbogyó utca – Egér út – Bazsalikom utca – Kecskeméti József utca – Duránci utca – Hunyadi Mátyás út – Kővirág sor – Ady Endre út – Anna utca – Leányka utca – Kossuth Lajos utca – Tóth József utca – Temető utca – Mező utca – Gádor utca – Kertész utca – Falka utca – Arany János utca – Remete utca – Tegzes utca – Tordai út – Horogszegi határsor – Péterhegyi út – Egér út – Péterhegyi út – Kelenföld vasútállomás M vá. |

## Megállóhelyei

### 2014–2015
| 0  | Újbuda-központ M végállomás  | 32 | 33, 53, 86, 150, 153, 153A, 154, 212 4, 18, 41, 47 1251, 1253                         |
| 0  | Újbuda-központ M             | 30 | 33, 53, 86, 150, 153, 153A, 154, 212 4, 18, 41, 47 1251, 1253                         |
| 2  | Kosztolányi Dezső tér        | 28 | 7, 53, 86, 88, 107, 114, 150, 153, 153A, 154, 188E, 212, 213, 214, 240E, 272 19, 49   |
| 3  | Vincellér utca               | 26 | 53, 86, 88, 150, 212, 272                                                             |
| 4  | Hollókő utca                 | 24 | 53, 88, 150, 272                                                                      |
| 5  | Ajnácskő utca                | 23 | 53, 88, 150, 272                                                                      |
| 7  | Dayka Gábor utca             | 22 | 53, 88, 139, 140, 140A, 150, 239, 272                                                 |
| 8  | Sasadi út                    | 21 | 53, 88, 139, 140, 140A, 150, 188E, 239, 240E, 272 721, 731, 760, 767 1251, 1253, 1256 |
| 10 | Kérő utca                    | 19 | 150                                                                                   |
| 11 | Menyecske utca               | 18 | 150                                                                                   |
| 12 | Péterhegyi út / Neszmélyi út | 16 | 150, 153, 153A, 154                                                                   |
| 13 | Igmándi utca                 | 15 | 150, 153, 153A, 154, 187, 250                                                         |
| 14 | Őrmezei út                   | 14 | 150, 153, 153A, 154, 187, 250                                                         |
| 15 | Gépész utca                  | ∫  | 58, 153, 153A, 154                                                                    |
| ∫  | Gépész utca                  | 13 | 58                                                                                    |
| ∫  | Duránci utca                 | 12 | 58                                                                                    |
| ∫  | Kecskeméti József utca       | 11 | 58                                                                                    |
| 16 | Torma utca                   | 10 | 58                                                                                    |
| ∫  | Alabástrom utca              | 9  |                                                                                       |
| 17 | Bolygó utca                  | 8  | 150, 250                                                                              |
| 18 | Olajfa utca                  | 8  | 150, 250                                                                              |
| 18 | Kápolna út                   | 7  | 150, 250                                                                              |
| 19 | Kelenvölgy-Péterhegy         | 6  | 150, 250 41                                                                           |
| 21 | Tordai út                    | 4  | 150, 250                                                                              |
| 22 | Szabina út                   | 3  | 150, 251                                                                              |
| 23 | Hír utca                     | 2  | 250                                                                                   |
| 23 | Zöldike utca                 | 1  | 250                                                                                   |
| 24 | Szebeni utca                 | 1  | 250                                                                                   |
| 25 | Regényes utca                | ∫  | 250                                                                                   |
| 25 | Kiránduló utca               | ∫  | 250                                                                                   |
| 26 | Árpád utca                   | ∫  | 250                                                                                   |
| 26 | Arany János utca             | ∫  | 250                                                                                   |
| 27 | Regényes utca végállomás     | 0  | 250                                                                                   |

### 2015–2016
| 0  | Kelenföld vasútállomás M (Őrmező) végállomás    | 42 | 8, 40, 40B, 40E, 53, 58, 87, 88, 101, 103, 141, 150, 153, 153A, 154, 172, 172B, 173, 187, 188E, 250, 251, 251A, 253, 272 19, 49 689, 691, 710, 711, 713, 715, 720, 721, 722, 724, 725, 731, 732, 734, 735, 736, 760, 762, 763, 767, 777, 778, 799 S10 , X10 , S30 , G30 , Z30 , S34 , S35 , S36 , S40 , S42 , G43 , G44 , IC, EC, EN, sebesvonat, gyorsvonat, |
| 0  | Péterhegyi út (Menyecske utca)                  | 40 | 150, 153, 153A, 154, 187, 250, 251, 251A |
| 2  | Igmándi utca                                    | 39 | 150, 153, 153A, 154, 187, 250, 251, 251A, 252 |
| 2  | Őrmezei út                                      | 38 | 150, 153, 153A, 154, 187, 250, 251, 251A, 252 |
| 4  | Bolygó utca                                     | 35 | 150, 250, 251, 251A |
| 5  | Olajfa utca                                     | 34 | 150, 250, 251, 251A |
| 6  | Kápolna út                                      | 33 | 150, 250, 251, 251A |
| 7  | Kelenvölgy-Péterhegy                            | 32 | 150, 250, 251, 251A 41, 47B |
| 9  | Tordai út                                       | 30 | 150, 250, 251, 251A |
| 10 | Szabina út                                      | 30 | 150, 250, 251, 251A |
| 11 | Hír utca                                        | 29 | 250 |
| 12 | Zöldike utca                                    | 28 | 250 |
| 13 | Szebeni utca                                    | 27 | 250 |
| 14 | Regényes utca                                   | 26 | 250 |
| 15 | Kiránduló utca                                  | ∫  | 250 |
| ∫  | Arany János utca                                | 25 | 250 |
| 16 | Árpád utca                                      | 24 | 250 |
| 17 | Lőcsei utca                                     | 23 | 58, 158, 250 |
| 18 | Víg utca (Sporttelep)                           | 22 | 58, 158, 250 |
| 19 | Mező utca                                       | ∫  | 58, 158, 250 |
| ∫  | Budafoki temető                                 | 21 | 58, 158, 250 |
| ∫  | Kereszt utca                                    | 20 | 58, 158, 250 |
| 20 | Komló utca                                      | ∫  | 58, 141, 158, 250 |
| 22 | Tóth József utca                                | 18 | 33, 58, 114, 141, 158, 213, 214, 233, 250 |
| 24 | Városház tér                                    | 17 | 33, 58, 114, 133, 141, 158, 213, 214, 233, 241, 241A, 250, 251, 251A 47, 56 S30 , S34 , S35 , S36 , S40 , S42 , G43 (Budafok) |
| 25 | Savoyai Jenő tér                                | 16 | 33, 58, 114, 141, 158, 213, 214, 233, 241, 241A, 250, 251, 251A 47, 56 |
| 26 | Leányka utcai lakótelep                         | ∫  | 33, 58, 114, 133, 141, 158, 213, 214, 233, 241, 250, 251 47, 56 |
| ∫  | Vihar utca                                      | 15 | 58 47 |
| 27 | Ady Endre út                                    | 13 | 58 41, 47 |
| ∫  | Méhész utca                                     | 12 | 58 |
| 28 | Albertfalva vasútállomás                        | 11 | 7, 58, 114, 213, 214 17, 41, 47, 47B, 48, 56 S30 , S34 , S35 , S36 |
| 30 | Állvány utca                                    | 10 | 58 |
| 31 | Narancs utca                                    | 9  | 58 |
| 32 | Duránci utca                                    | 8  | 58, 252 |
| ∫  | Kecskeméti József utca                          | 7  | 58, 252 |
| ∫  | Torma utca                                      | 6  | 58, 252 |
| ∫  | Gépész utca                                     | 5  | 58, 153, 153A, 154, 252 |
| 33 | Gépész utca                                     | ∫  | 58, 252 |
| 36 | Hajtány sor                                     | 4  | 58, 252 |
| 37 | Borszéki utca                                   | 2  | 58, 154 710, 711, 712, 713, 715, 720, 722, 724, 732, 734, 735, 736, 737, 760, 762, 767 |
| 38 | Than Károly utca                                | 1  | 58, 154 |
| 41 | Kelenföld vasútállomás M (Etele tér) végállomás | 0  | 8, 40, 40B, 40E, 53, 58, 87, 88, 101, 103, 141, 150, 153, 153A, 154, 172, 172B, 173, 187, 188E, 250, 251, 251A, 253, 272 19, 49 689, 691, 710, 711, 713, 715, 720, 721, 722, 724, 725, 731, 732, 734, 735, 736, 760, 762, 763, 767, 777, 778, 799 S10 , X10 , S30 , G30 , Z30 , S34 , S35 , S36 , S40 , S42 , G43 , IC, EC, EN, sebesvonat, gyorsvonat,       |